# Condé-sur-Ifs
Pour les articles homonymes, voir Condé.
Condé-sur-Ifs est une commune française située dans le département du Calvados en région Normandie, peuplée de 447 habitants.

## Géographie

### Hydrographie
La commune est située dans le bassin Seine-Normandie. Elle est drainée par le Laizon et divers autres petits cours d'eau,.
Le Laizon, d'une longueur de 39 km, prend sa source dans la commune de Villers-Canivet et se jette  dans la Dives à Saint-Ouen-du-Mesnil-Oger, après avoir traversé 16 communes. Les caractéristiques hydrologiques de le Laizon sont données par la station hydrologique située sur la commune de Mézidon Vallée d'Auge. Le débit moyen mensuel est de 0,721 m3/s. Le débit moyen journalier maximum est de 4,25 m3/s, atteint lors de la crue du 17 novembre 1974. Le débit instantané maximal est quant à lui de 5,15 m3/s, atteint le 1er novembre 1974.

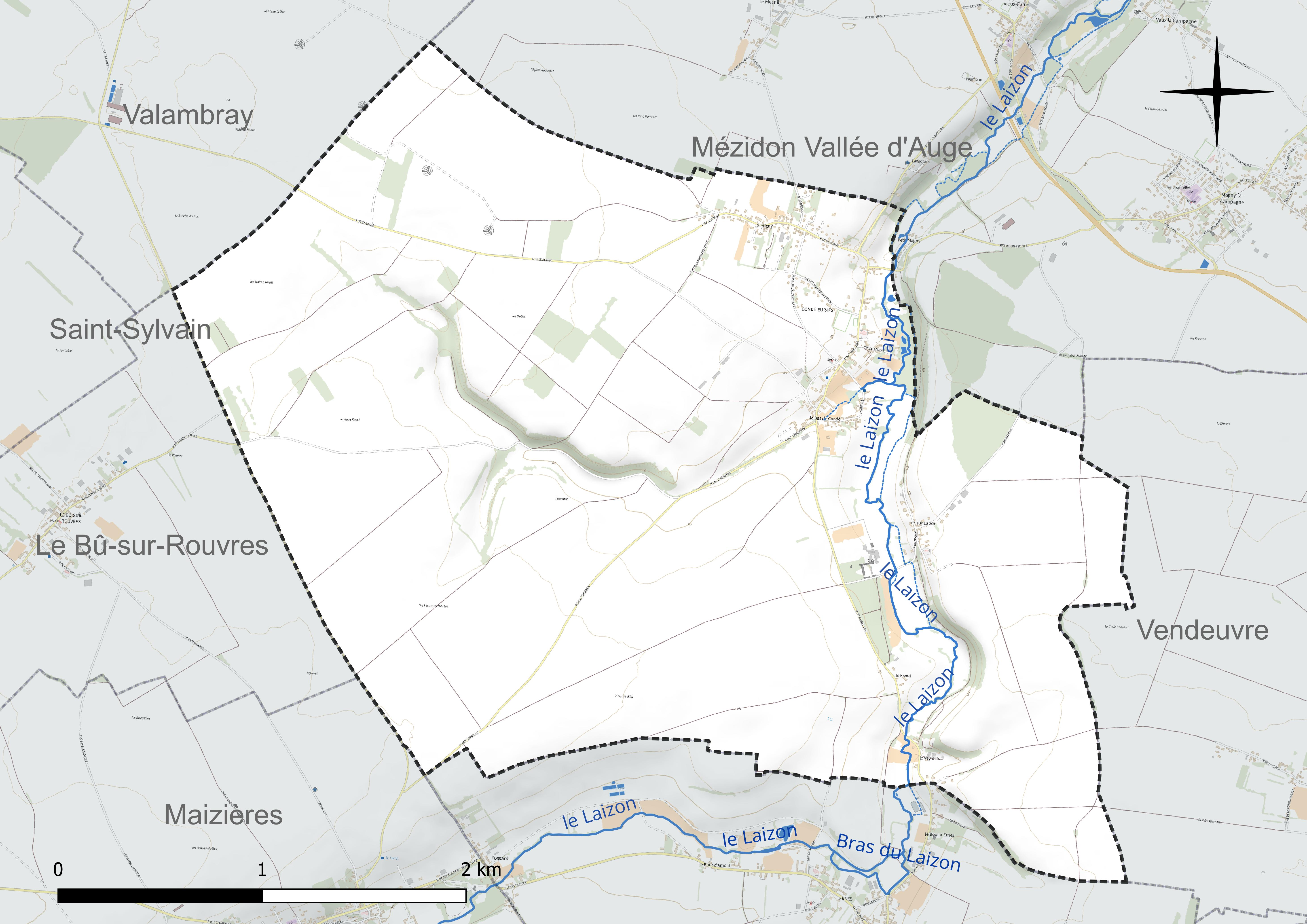
Réseau hydrographique de Condé-sur-Ifs.

### Climat
Pour des articles plus généraux, voir Climat de la Normandie et Climat du Calvados.
En 2010, le climat de la commune est de type climat océanique altéré, selon une étude du CNRS s'appuyant sur une série de données couvrant la période 1971-2000. En 2020, Météo-France publie une typologie des climats de la France métropolitaine dans laquelle la commune est exposée à un climat océanique et est dans la région climatique Normandie (Cotentin, Orne), caractérisée par une pluviométrie relativement élevée (850 mm/a) et un été frais (15,5 °C) et venté. Parallèlement le GIEC normand, un groupe régional d'experts sur le climat, différencie quant à lui, dans une étude de 2020, trois grands types de climats pour la région Normandie, nuancés à une échelle plus fine par les facteurs géographiques locaux. La commune est, selon ce zonage, exposée à un « climat des plateaux abrités », correspondant à la plaine agricole de Caen à Falaise, sous le vent des collines de Normandie et proche de la mer, se caractérisant par une pluviométrie et des contraintes thermiques modérées.
Pour la période 1971-2000, la température annuelle moyenne est de 10,9 °C, avec  une amplitude thermique annuelle de 12,5 °C. Le cumul annuel moyen de précipitations est de 695 mm, avec 11,9 jours de précipitations en janvier et 7,5 jours en juillet. Pour la période 1991-2020, la température moyenne annuelle observée sur la station météorologique la plus proche, située sur la commune de Mézidon Vallée d'Auge à 5 km à vol d'oiseau, est de 11,2 °C et le cumul annuel moyen de précipitations est de 782,5 mm,. Pour l'avenir, les paramètres climatiques de la commune estimés pour 2050 selon différents scénarios d'émission de gaz à effet de serre sont consultables sur un site dédié publié par Météo-France en novembre 2022.

## Urbanisme

### Typologie
Au 1er janvier 2024, Condé-sur-Ifs est catégorisée commune rurale à habitat dispersé, selon la nouvelle grille communale de densité à 7 niveaux définie par l'Insee en 2022.
Elle est située hors unité urbaine. Par ailleurs la commune fait partie de l'aire d'attraction de Caen, dont elle est une commune de la couronne,. Cette aire, qui regroupe 296 communes, est catégorisée dans les aires de 200 000 à moins de 700 000 habitants,.

### Occupation des sols
L'occupation des sols de la commune, telle qu'elle ressort de la base de données européenne d'occupation biophysique des sols Corine Land Cover (CLC), est marquée par l'importance des territoires agricoles (94,7 % en 2018), une proportion identique à celle de 1990 (94,7 %). La répartition détaillée en 2018 est la suivante : 
terres arables (87 %), zones agricoles hétérogènes (6,6 %), zones urbanisées (4,2 %), prairies (1,1 %), forêts (1,1 %). L'évolution de l'occupation des sols de la commune et de ses infrastructures peut être observée sur les différentes représentations cartographiques du territoire : la carte de Cassini (XVIIIe siècle), la carte d'état-major (1820-1866) et les cartes ou photos aériennes de l'IGN pour la période actuelle (1950 à aujourd'hui).

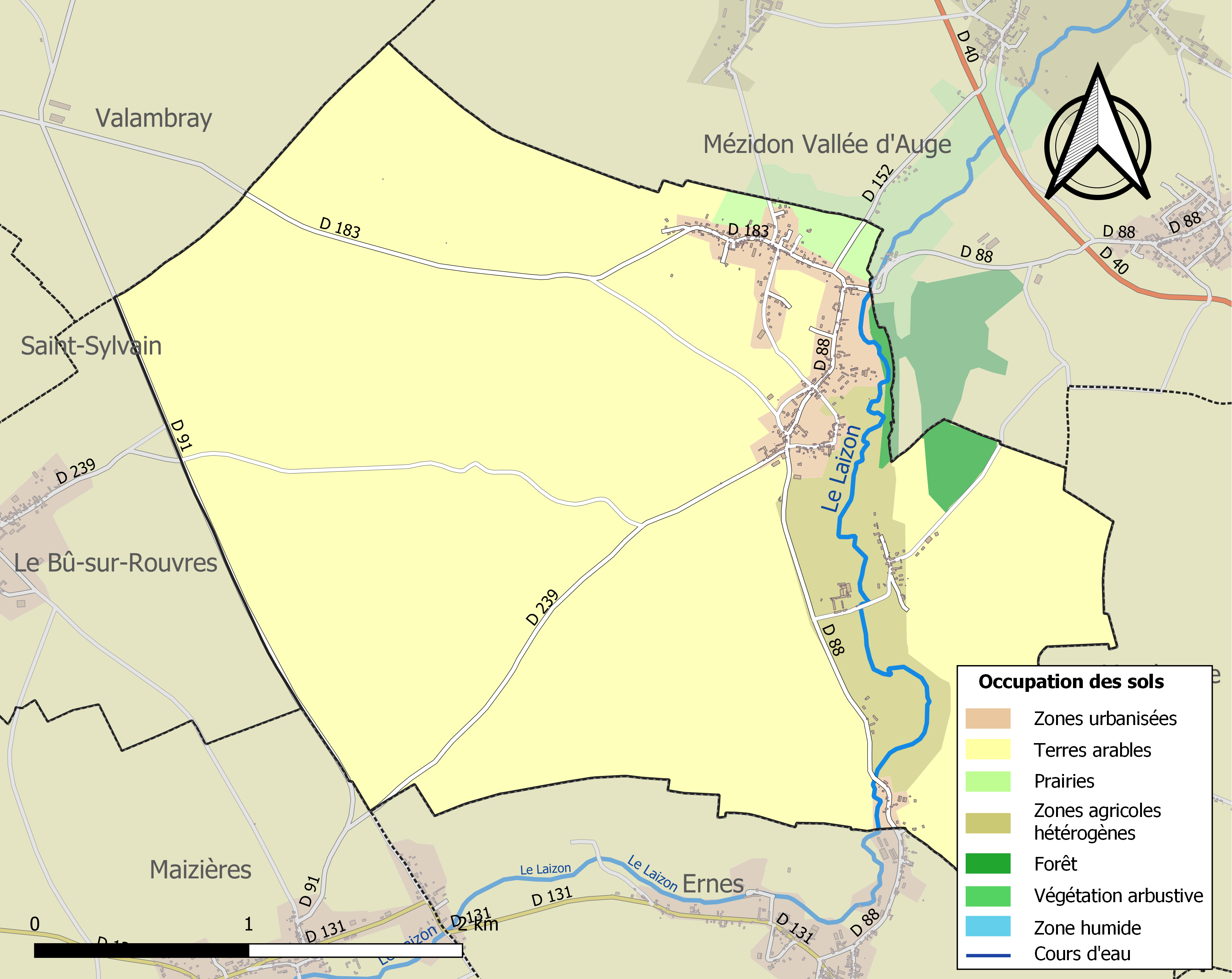
Carte des infrastructures et de l'occupation des sols de la commune en 2018 (CLC).

## Toponymie
Le nom de la localité est attesté sous la forme Condeth vers 1025.
Condé, du gaulois condate signifiant « confluent ».[réf. nécessaire]
En 1846 Condé-sur-Laizon absorbe Ifs-sur-Laizon. La commune ainsi créée prend le nom de Condé-sur-Ifs.

## Histoire
La présence d'un menhir atteste une occupation ancienne du site.
La nécropole s'étend sur la bordure orientale du plateau dominant la rive gauche de la vallée du Laizon. Elle se compose du sud vers le nord d'un premier monument funéraire sur la commune d'Ernes, qui a été fouillé de 1985 à 1990.
Six autres tumuli ont été mis au jour au lieu-dit la Bruyère-du-Hamel.
L'étude du site revêt un intérêt scientifique considérable, contribuant à la connaissance des communautés d'agriculteurs occupant cette partie de la plaine de Caen.
Des recherches ont encore lieu tous les étés.
Le territoire est sans doute occupé à l'époque romaine. Étant situé sur une vallée, topographie rare dans la plaine de Caen, Condé-sur-Ifs est un site privilégié, l'accès ayant facilité l'implantation humaine.
Le 8 mars 1846, par ordonnance royale, Louis-Philippe, roi de France, fusionne les communes d'Ifs-sur-Laizon et Condé-sur-Laizon en une seule, dénommée Condé-sur-Ifs. Cet événement est rappelé par une rue du village dont l'odonyme est rue du Huit-Mars-1846.

## Politique et administration
| Période                                  | Période   | Identité               | Étiquette | Qualité                  |
| ---------------------------------------- | --------- | ---------------------- | --------- | ------------------------ |
| 1825                                     | 1929      | Auguste Petit          |           |                          |
| 1847                                     | 1850      | Jean-Pierre Ballot     |           |                          |
| 1850                                     | 1852      | Prosper Malas          |           |                          |
| 1852                                     | 1866      | Jacques Colas-Belcourt |           |                          |
| 1866                                     | 1869      | Adolphe Ballot         |           |                          |
| 1869                                     | 1876      | Jean-Louis Lafontaine  |           |                          |
| 1876                                     | 1890      | Adolphe Ballot         |           |                          |
| 1890                                     | 1908      | Adolphe Jeanne         |           |                          |
| 1908                                     | 1912      | Henri Roffin           |           |                          |
| 1912                                     | 1925      | Auguste Toutain        |           |                          |
| 1929                                     | 1930      | Charles Toutain        |           |                          |
| 1930                                     | 1938      | Adrien Goupil          |           |                          |
| 1938                                     | 1947      | Louis Petit            |           |                          |
| 1947                                     | 1977      | Adrien Lesaulnier      |           |                          |
| 1977                                     | 1983      | Pierre Petit           |           |                          |
| 1983                                     | 1989      | Sylvie Roger           |           |                          |
| 1989                                     | 1995      | Christian Locher       |           |                          |
| juin 1995                                | 2005      | Pierre Fillet          |           | Agent de maîtrise        |
| 2005                                     | mars 2008 | Éric Sabine            | SE        | Secrétaire administratif |
| mars 2008                                | En cours  | Laurent Declerck       | SE        | Agriculteur              |
| Les données manquantes sont à compléter. |           |                        |           |                          |

## Démographie
L'évolution du nombre d'habitants est connue à travers les recensements de la population effectués dans la commune depuis 1793. Pour les communes de moins de 10 000 habitants, une enquête de recensement portant sur toute la population est réalisée tous les cinq ans, les populations de référence des années intermédiaires étant quant à elles estimées par interpolation ou extrapolation. Pour la commune, le premier recensement exhaustif entrant dans le cadre du nouveau dispositif a été réalisé en 2007.
En 2022, la commune comptait 447 habitants, en évolution de −3,46 % par rapport à 2016 (Calvados : +1,58 %, France hors Mayotte : +2,11 %).
| 1793 | 1800 | 1806 | 1821 | 1831 | 1836 | 1841 | 1846 | 1851 |
| ---- | ---- | ---- | ---- | ---- | ---- | ---- | ---- | ---- |
| 419  | 391  | 443  | 430  | 423  | 444  | 462  | 554  | 562  |

| 1856 | 1861 | 1866 | 1872 | 1876 | 1881 | 1886 | 1891 | 1896 |
| ---- | ---- | ---- | ---- | ---- | ---- | ---- | ---- | ---- |
| 581  | 557  | 507  | 477  | 431  | 442  | 423  | 437  | 415  |

| 1901 | 1906 | 1911 | 1921 | 1926 | 1931 | 1936 | 1946 | 1954 |
| ---- | ---- | ---- | ---- | ---- | ---- | ---- | ---- | ---- |
| 362  | 344  | 373  | 325  | 337  | 289  | 289  | 346  | 366  |

| 1962 | 1968 | 1975 | 1982 | 1990 | 1999 | 2006 | 2007 | 2012 |
| ---- | ---- | ---- | ---- | ---- | ---- | ---- | ---- | ---- |
| 383  | 361  | 324  | 350  | 368  | 351  | 393  | 399  | 481  |

| 2017 | 2022 | - | - | - | - | - | - | - |
| ---- | ---- | - | - | - | - | - | - | - |
| 445  | 447  | - | - | - | - | - | - | - |

## Culture locale et patrimoine

### Lieux et monuments
- Le château d'Ifs[27]
- Menhir de la Pierre Cornue[28]  Classé MH (1889)
- Tumulus dit la Butte du Hu[29]  Classé MH (1974)
- Église Saint-Pierre-et-Saint-Martin[30]  Classé MH (1910) avec porche du XIIIe siècle (église du XIIe – XIIIe siècle : corniche à modillons, Charité de saint Martin, bas-relief en pierre polychrome du XVe siècle, bénitier du XVIIe siècle, portail avec double rang de colonnettes du début du XIIIe siècle).
- Église Sainte-Anne d'Ifs-sur-Laizon.

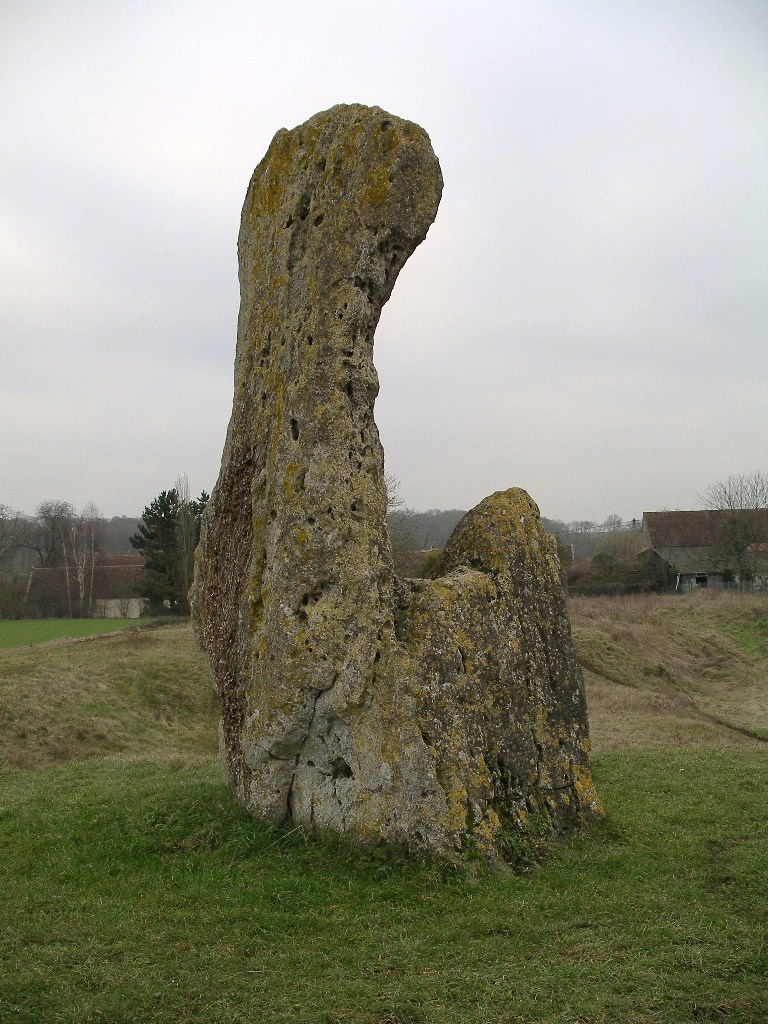
Le menhir de la Pierre Cornue.
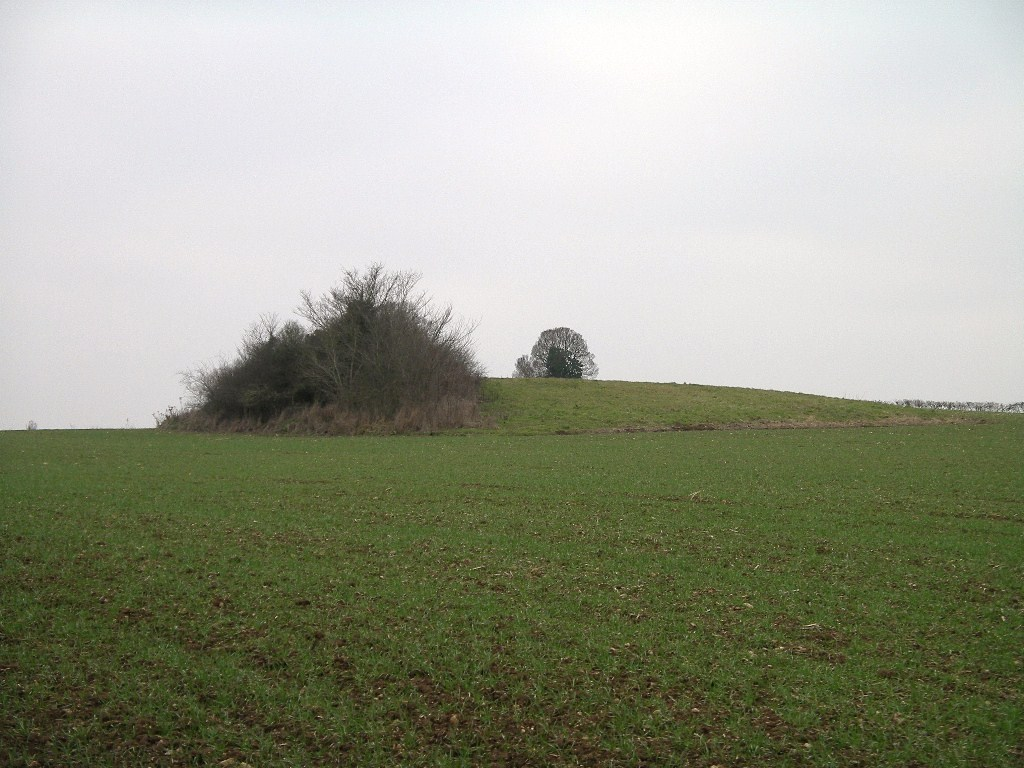
La Butte du Hu.
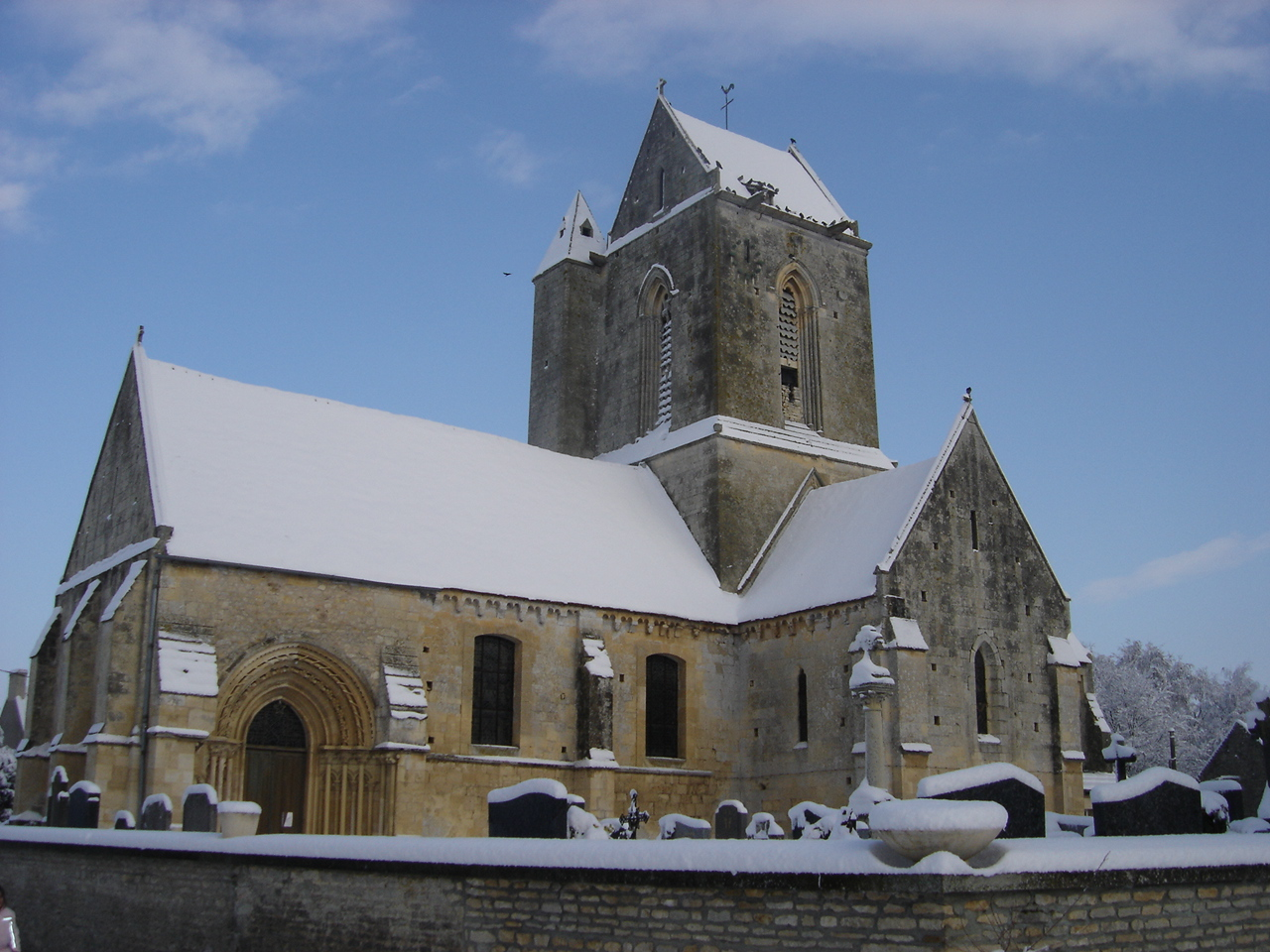
L'église Saint-Pierre-et-Saint-Martin.
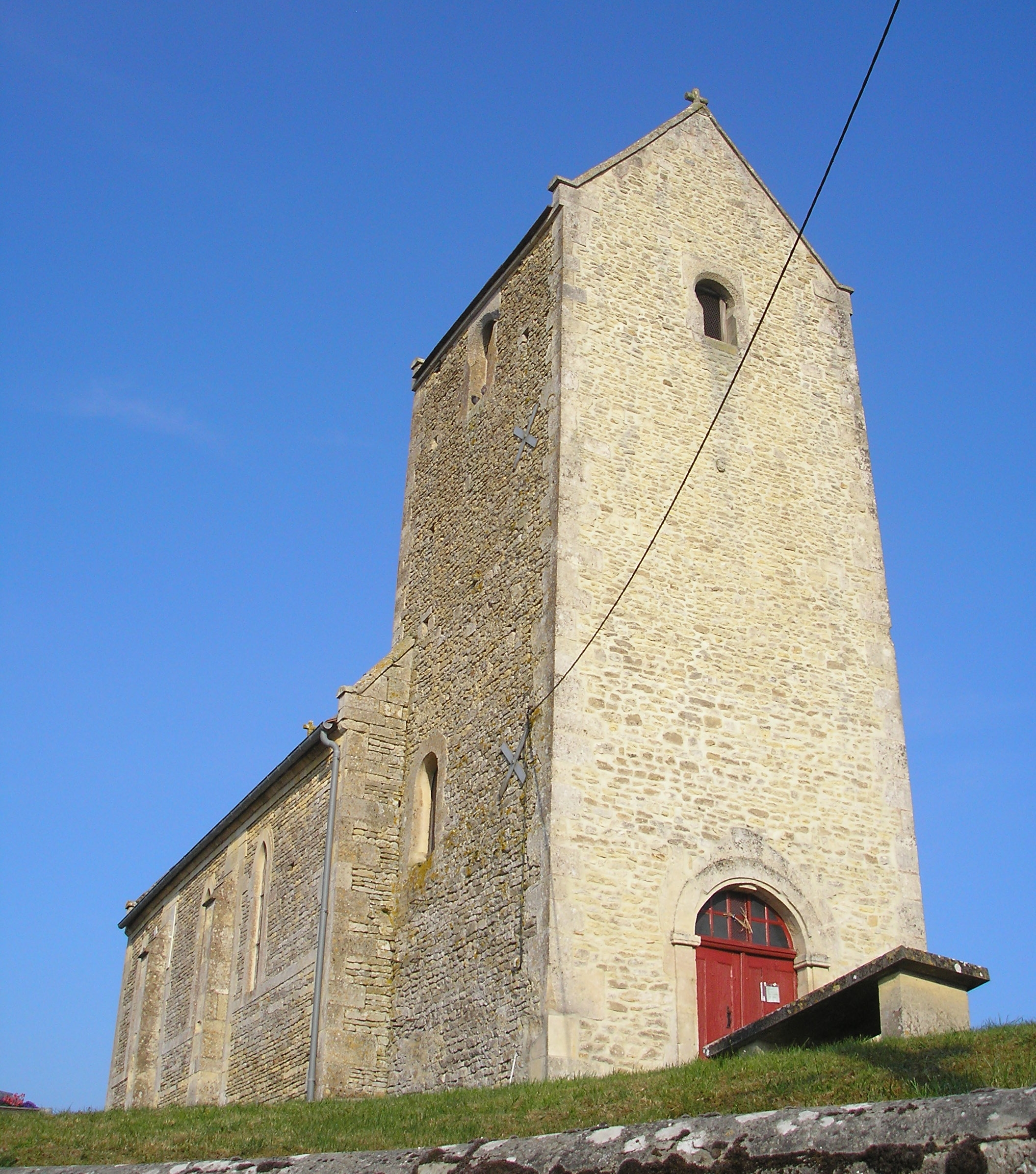
L'église Sainte-Anne d'Ifs-sur-Laizon.

### Personnalités liées à la commune
- Charles-Victorien Toutain (1899 - 1945 à Condé-sur-Ifs), peintre, élève de Jules Rame et professeur d'André Lemaître[31].
- Vincent Sorel, auteur de bandes dessinées, a grandi à Condé-sur-Ifs. Pour preuve, le village est cité, tel un clin d'œil, dans son Petit Traité de philosophie charcutière (Kéribus Éditions/Le Rouergue, 2011).